# Masanobu Matsunami
Masanobu Matsunami (松波 正信, Matsunami Masanobu) est un footballeur japonais né le 21 novembre 1974.